# Arachnomura
Arachnomura es un género de arañas saltadoras de América del Sur.

## Especies
- Arachnomura adfectuosa Galiano, 1977 (Argentina)
- Arachnomura hieroglyphica Mello-Leitão, 1917 (Brazil)

- Datos: Q250128
- Especies: Arachnomura